# Paralimnophila neboissi
Paralimnophila neboissi là một loài ruồi trong họ Limoniidae. Chúng phân bố ở miền Australasia.